# パームシベット
パームシベット（Paradoxurus hermaphroditus）は、食肉目ジャコウネコ科パームシベット属に分類される哺乳類。別名マレーパームシベット、マレージャコウネコ、トディネコ。

## 分布
アジア南部・東南部。模式産地は不明だが、インドと考えられている。スラウェシ島やティモール島などに移入されている。

## 形態
体長は43–71センチメートル、尾長は40–66センチメートル。体重は2.7–4.5キログラム。体色は灰褐色で、濃色の斑点と黒い筋が背中にある。尾は太くふさふさしている。顔のマスクはヨーロッパケナガイタチに似る。

## 分類
種小名hermaphroditusは、ギリシア神話に登場する両性具有の神ヘルマプロディートスに由来し、本種の外性器における性差が少ないことに因む。
インド・インドシナ半島の一部個体群を狭義の本種とし、インドシナ・マレー半島、スマトラ島、ジャワ島などの個体群をP. musangus（Sumatran palm civet）、メンタワイ諸島、ボルネオ島、フィリピンなどの個体群をP. philippinensis（Philippine palm civet）として分割する説もある。

## 生態
森林や人家の周辺に生息。夜行性、単独性で、木登りが得意。果実を好み、草や芽、昆虫、小動物なども食べる雑食性。産子数は2-4。

## 人間との関係
ネズミ捕りのために飼育されることがあり、またコーヒーノキの実を食べた本種の糞から得られる種子が商業的に利用されている。飼育個体が東南アジアの島嶼部に持ち込まれ、小スンダ列島などに分布を広げたと考えられている。